# Osericta
Osericta es un género de arañas araneomorfas de la familia Salticidae. Se encuentra en Sudamérica.   

## Lista de especies
Según The World Spider Catalog 12.5:
- Osericta cheliferoides (Taczanowski, 1878)
- Osericta dives Simon, 1901